# وادي نقب
وادي نقب هو مجرى مائي موسمي، أو شعيب، في جبال الحجر في إمارة رأس الخيمة، الإمارات العربية المتحدة.
المنطقة ذات جمال طبيعي رائع ووجهة مشهورة للمشي لمسافات طويلة، يتقاطع الوادي مع جبل ينس وكان مسرحًا للعديد من عمليات الإنقاذ للمتنزهين غير الحذرين وعديمي الخبرة من قبل شرطة رأس الخيمة. في أشهر الشتاء يكون
الوادي عرضة لفيضانات عنيفة.

## الوادي
كان الوادي منذ فترة طويلة منطقة غنية بالزراعة، حيث كانت موطنًا لمئات الحقول في مناطقها العليا. تم بناء سد بارتفاع 22 مترًا وعرض 257 مترًا بسعة حوالي مليون متر مكعب، كجزء من حزمة تطوير البنية التحتية البالغة 44.1 مليون دولار والتي تم الإعلان عنها في فبراير 2020. وبلغت تكلفة بناء السد 7.3 مليون دولار.
تعتبر الروافد العليا للوادي خطرة ولكنها تحظى بشعبية لدى المتنزهين، تقوم شرطة رأس الخيمة بعدد من عمليات الإنقاذ في المنطقة سنويًا باستخدام المروحيات، على الرغم من التحذيرات العديدة للمتنزهين عديمي الخبرة وسيئي التجهيز. يعد ارتفاع «الجدار الأحمر» أحد أكثر الطرق المتبعة شيوعًا، ولكن الطريق يؤدي أيضًا إلى قرية شيري الجبلية ووادي كوب الموسمي
.
يُظهر وادي نقب ارتفاعًا تكتونيًا ملحوظًا، لا سيما في العمود الطبقي الممتد فوق الحدود الثلاثي - الجوراسية التي يعود تاريخها إلى 200 مليون سنة. اقترن الوادي بفترة الانقراض الجماعي، ويُعتقد أن نهاية العصر الثلاثي تسبب في إطلاق كميات هائلة من الميثان، ويعكس السجل الأحفوري في الوادي هذا الأمر، مع وجود رواسب غنية من الأحافير في المنطقة.

## الأراضي القبلية

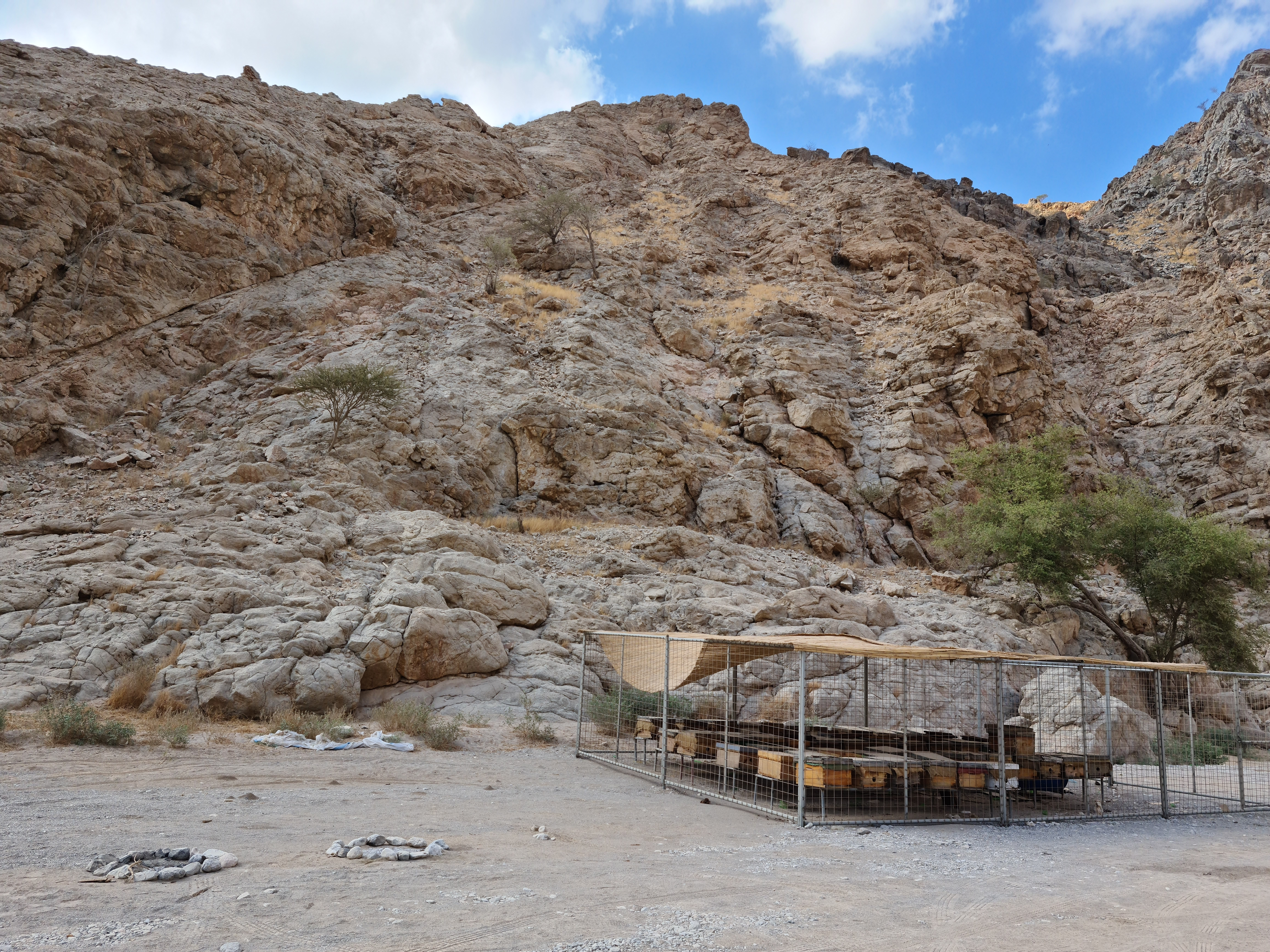
خلايا نحل العسل في وادي نقب

كانت المنطقة المحيطة بوادي نقب تقليديًا تحت سيطرة أفراد قبيلة النقبيين، التي اشتق اسمهم منها، ولكن شُرَيْت تدريجياً من قبل أفراد قبيلة الحبوس بعد أن سقطت قبيلة النقبيين في قبضة الحكام المحليين، على الأرجح قبل سيطرت القواسم (في الفترة 1695 - 1740) وانتقل كثيرون إلى دبا وخورفكان. جمع الحبوس المال لشراء الأراضي من عمال بساتين نخل التمر، وتقاسم الحبوس زراعة الأراضي الصالحة للزراعة وتربية الماشية. بحلول عام 1800، كان وادي نقب يُعتبر منطقة حبسية. ونتشرت زراعة القمح ونخل التمر، وتجارة حبوس وادي نقب كانت تعتمد على القمح والعسل وبيع الماعز ومنتجات الألبان مثل السمن وبيع الحطب في مدينة رأس الخيمة، ويشترون بثمنها أغراض مثل الأدوات المعدنية وقهوة عربية والملح والملابس.

### علم الآثار
عُثر على روافد سفلية لوادي نقب تحتوي على مدافن من ثقافة وادي السوق، مع عدد من المقابر التي دمرتها أعمال البناء حول مبنى طريق رأس الخيمة الدائري. من بين 60 مقبرة حُددت حتى الآن في المنطقة، نُقب عن أربعة من قبل علماء الآثار من جامعة درم في المملكة المتحدة وإدارة الآثار في رأس الخيمة قبل أعمال البناء ودُمرت بعد ذلك بسبب أعمال البناء. عُثر على شظايا عظمية وخرز من العقيق الأحمر وحلقات صدف وأواني حجرية أثناء العمل.

## معرض الصور

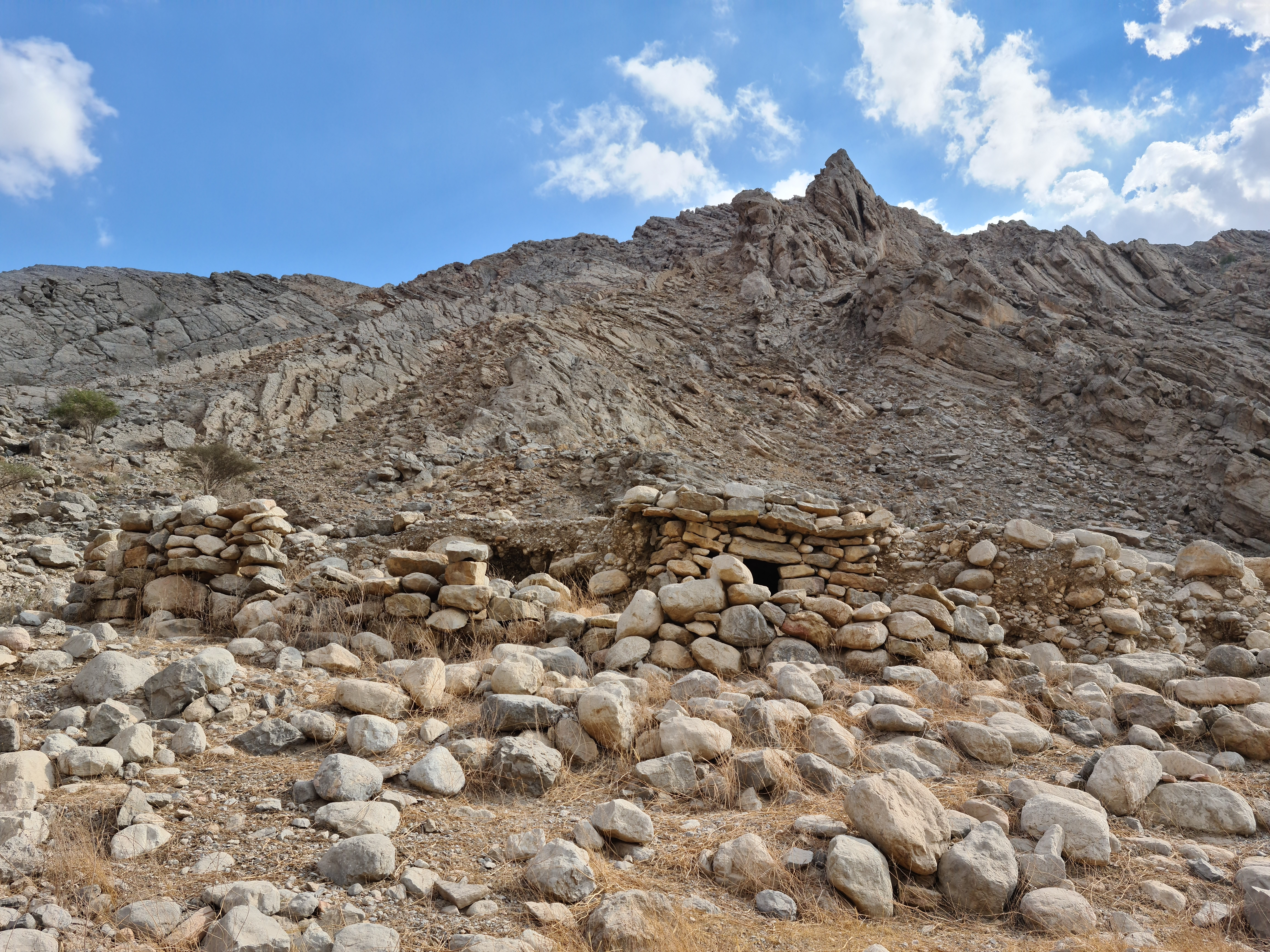
Abandoned farmhouse in the Wadi Naqab
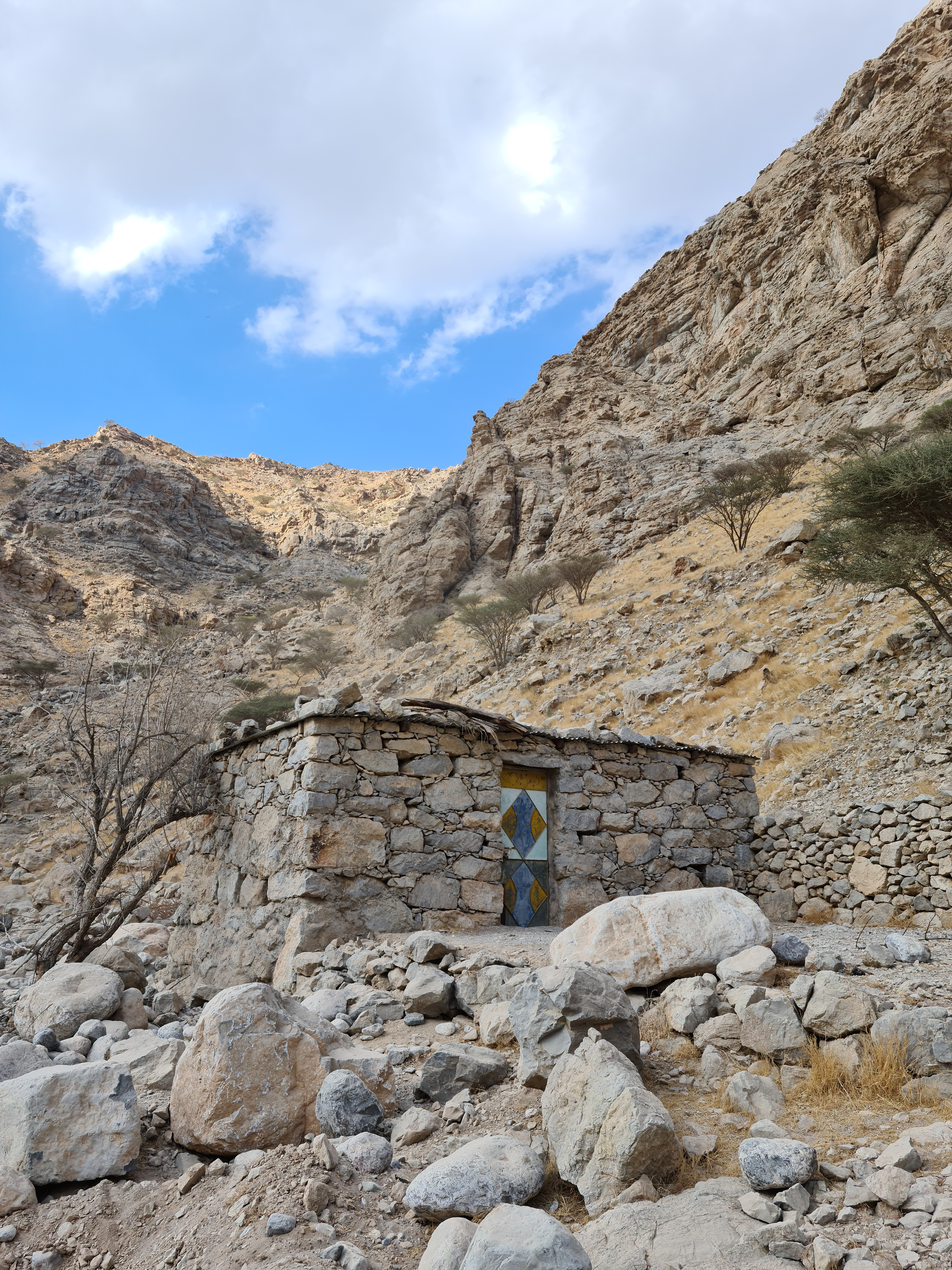
A traditional mountain house in the Wadi Naqab
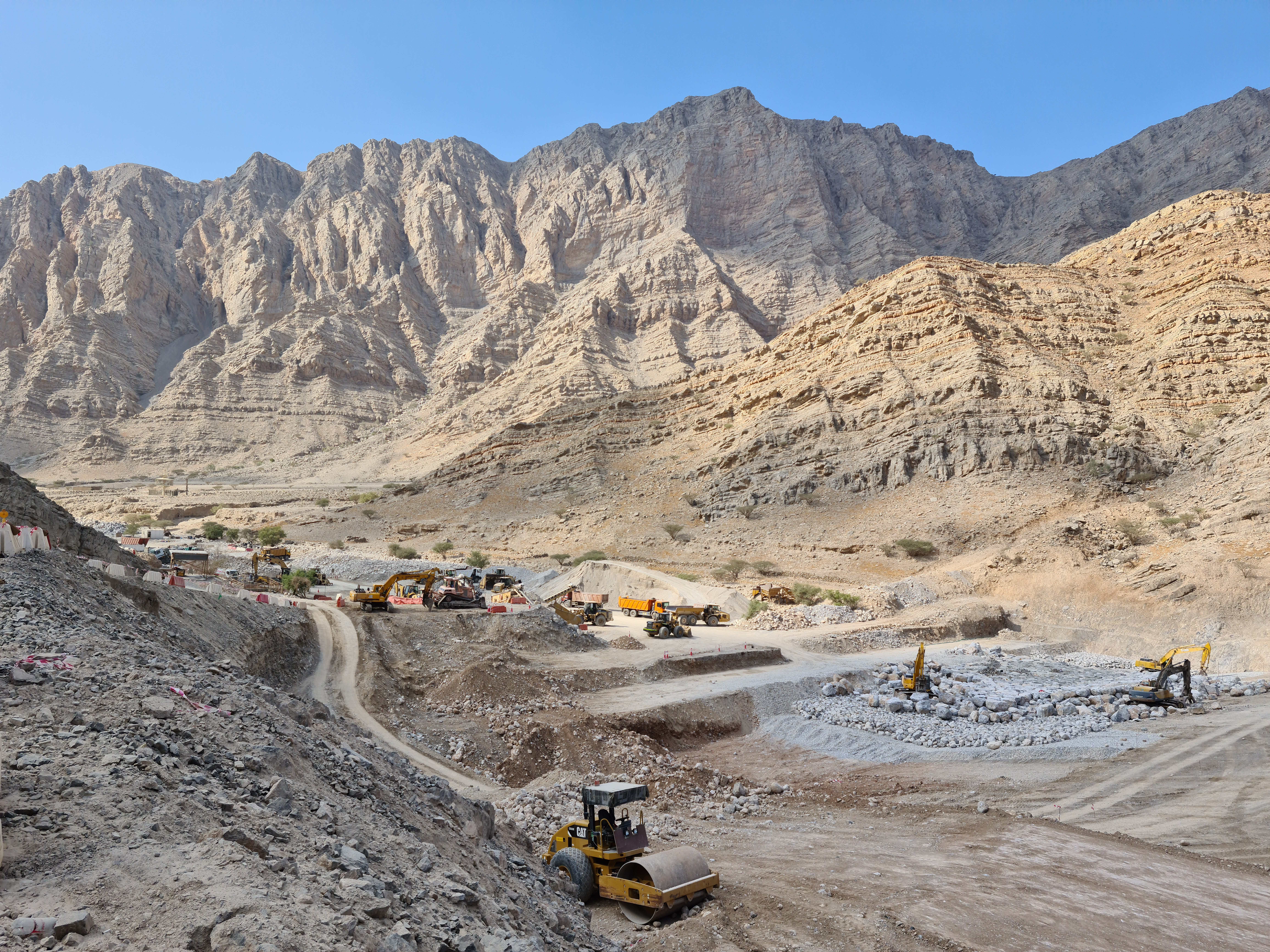
Construction of the Wadi Naqab Dam in 2020

## أنظر أيضا
- قائمة الوديان في الإمارات العربية المتحدة